# Невсис
Не́всис (от др.-греч. νεῦσις — наклон) — один из дополнительных инструментов в задачах на геометрические построения.
По сути это линейка на которой можно делать отметки.
Он позволяет построить отрезок заданной длины между двумя кривыми линиями таким образом, чтобы его продолжение проходило через заданную точку.
Метод был известен ещё в древней Греции. 

## Построение
Имеются две кривые m и n,  и точка P (рис. 1).
Необходимо построить отрезок AB заданной длины a, чтобы точки A и B лежали на кривых m и n соответственно, а отрезок AB (или его продолжение) проходил через точку P.
Точка P называется полюсом невсиса, кривая m — директрисой или направляющей, кривая n — линией цели.
Длина a носит название диастемы (греч. διάστημα, длина).
Менее формально можно думать, что построение осуществляется при помощи линейки, на которой отмечают две точки, расстояние между которыми равно a.
Линейка должна скользить и поворачиваться вокруг точки P, для чего в эту точку забивают булавку или гвоздик, к которому линейка прижимается рукой.
Первоначальное положение линейки выбирается так, чтобы точка А лежала на кривой m, точка B не доходила до кривой n, и линейка была прижата к булавке в точке P.
Прижимая линейку к булавке, начинаем двигать точку А по кривой m так, чтобы точка B приближалась к кривой n.

## Применение
Невсис позволял решать некоторые геометрические задачи, которые не поддавались решению при помощи циркуля и линейки без меток, например, трисекция любого угла и построение правильного семиугольника. Такие известные математики, как Архимед (287—212 годы до н. э.), широко использовали невсис, но затем его популярность сошла на нет.
Историк математики Томас Хит полагает, что греческий математик Энопид Хиосский (около 440 года до н. э.) был первым, кто в задачах на построение стал отдавать предпочтение циркулю и линейке. Принцип неприменения невсиса везде, где это возможно, приписывают Гиппократу Хиосскому (около 430 года до н. э.), который происходил с того же греческого острова, что и Энопид, и который, насколько известно, написал первый систематический учебник геометрии. Через 100 лет после него Эвклид тоже избегал применять невсис в своей знаменитой книге «Начала».
В IV в. до н. э. под влиянием философии Платона была построена иерархия геометрических объектов от «абстрактного и возвышенного» к «конкретному и приземлённому». Эти объекты разделялись на три класса:
1. Состоящие только из прямых линий и кругов;
2. Содержащие дополнительно к предыдущему пункту конические сечения (эллипсы, параболы и гиперболы);
3. Содержащие дополнительно к предыдущему пункту фигуры, для построения которых требуются специальные средства, например, невсис.

Фигуры последнего класса применялись только в том случае, если никакими другими средствами решить задачу было невозможно. Невсис превратился в запасной вариант, который использовался, когда не помогали более респектабельные методы. Греческий математик Папп Александрийский (около 325 года н. э.) считал серьёзной ошибкой использование невсиса там, где можно было применить другие инструменты.

### Трисекция угла
Предположим, что имеется угол α = POM (рис. 2). Необходимо построить угол β, с величиной втрое меньше данного: α = 3β.
Продолжим сторону OM исходного угла и построим на ней как на диаметре окружность произвольного радиуса a с центром в точке O. Стороны угла пересекаются с окружностью в точках P и M. Возьмём линейку невсиса, отложив на ней диастему a, и используя прямую OM в качестве направляющей, точку P в качестве полюса, а полуокружность в качестве целевой линии, строим отрезок AB. Получим угол BAM, равный одной трети исходного угла α.

#### Доказательство
Рассмотрим треугольник ABO (рис. 3). Так как  AB = BO = a, то треугольник равнобедренный, и углы при его основании равны: ∟BAO = ∟BOA = β. Угол ∟PBO как внешний угол треугольника ABO равен 2β.
Треугольник BPO также равнобедренный, углы при его основании равны 2β, а угол при вершине γ = 180°–4β. С другой стороны, γ = 180°–β–α. Следовательно, 180°–4β = 180°–β–α и α = 3β.

### Построение правильного 7-угольника
Построим квадрат PQRO со стороной a (рис. 5). Проведём дугу окружности с центром O и радиусом OQ. Возьмём линейку невсиса с диастемой (длиной) a и используя вертикальную ось симметрии квадрата в качестве направляющей, точку P в качестве полюса и дугу окружности в качестве целевой линии, получим отрезок AB, который будет стороной правильного семиугольника, с вертикальной осью симметрии, совпадающей с осью симметрии квадрата.

### Удвоение куба
Возьмём равносторонний треугольник MPN со стороной a, продолжим сторону PN и на расстоянии a от точки N построим точку R (рис. 6). Продолжим влево отрезки NM и RM. Возьмём линейку невсиса с диастемой  a и используя прямую NM в качестве направляющей, точку P в качестве полюса и прямую RM в качестве целевой линии, получим отрезок AB. Длина отрезка BP соответствует стороне куба удвоенного объёма по сравнению с кубом со стороной a (то есть равна кубическому корню из 2 умноженному на a).